# 王匡 (王舜之子)
王匡（？—23年），东平陵（今山东济南东）人，新朝宗室，太师，王莽的侄子，王舜的儿子。

## 生平
他与更始将军廉丹镇压赤眉军。所到之处，奸淫掳掠。当时有歌谣：“宁逢赤眉，不逢太师！太师尚可，更始杀我！”被赤眉军大败于成昌（今山东东平），廉丹被杀，王匡逃走。奉命防守洛阳，被绿林军破城俘杀。